# مکاشفه در باب یک مهمانی خاموش
مکاشفه در باب یک مهمانی خاموش از ۱۸ بهمن ۱۳۸۸ در تماشاخانه ایرانشهر به روی صحنه رفت. نویسنده این نمایش آتیلا پسیانی و کارگردان آن رضا حداد بود. از آنجا که جشنواره تئاتر فجر سال ۱۳۸۸ نیمه جان و کم رقیب برگزار شد، این اجرا به ناچار در بخش تجربه‌های نو بیست‌وهشتمین جشنواره بین‌المللی تئاتر فجر به روی صحنه رفت و توانست جایزه کانون جهانی منتقدان تئاتر در بخش بهترین نمایش را از آن خود کند.

## منبع
- خبرگزاری فارس